# Обильное (Волновахский район)
Оби́льное (укр. Обільне) — посёлок, входит в состав Андреевского поселкового совета Волновахского района Донецкой области, до 11 декабря 2014 года входил в Тельмановский район.

## Географическое положение
Посёлок расположен в урочище Столовая Балка на левом берегу реки Столовая.

## История
Первый дом в посёлке был построен в 1952 году. Этот момент можно считать началом плановой застройки населённого пункта. Свой современный вид Обильное приобрело уже к концу 1960-х годов. По данным Всеукраинской переписи населения 2001 года в посёлке проживало 178 человек.
В 2014 году село переподчинено Волновахскому району.

## Экономика
Обильное вместе с сёлами Бахчевик и Дружное составляют агроцех № 35 ОАО «Мариупольский металлургический комбинат имени Ильича». Бо́льшая часть трудоспособного населения занята в сельском хозяйстве. Главные хозяйственные объекты села — молочная ферма и овощехранилище.

## Местный совет
87120, Донецкая область, Волновахский район, Андреевский поссовет, пгт Андреевка, ул. Рудченко, 25; тел. 2-43-36.